# Šúiči Gonda
Šúiči Gonda (* 3. března 1989) je japonský fotbalista, který v současnosti působí v rakouském klubu SV Horn, kde je na hostování z klubu FC Tokyo.

## Reprezentace
Šúiči Gonda odehrál 16 reprezentačních utkání. S japonskou reprezentací se zúčastnil Mistrovství světa 2014.

## Statistiky
| Japonsko | Japonsko | Japonsko |
| Roky     | Záp.     | Góly     |
| -------- | -------- | -------- |
| 2010     | 1        | 0        |
| 2011     | 0        | 0        |
| 2012     | 0        | 0        |
| 2013     | 1        | 0        |
| 2014     | 0        | 0        |
| 2015     | 1        | 0        |
| 2016     | 0        | 0        |
| 2017     | 0        | 0        |
| 2018     | 2        | 0        |
| 2019     | 11       | 0        |
| Celkem   | 16       | 0        |